# Auguste Marmier
Pour les articles homonymes, voir Marmier.
Louis-Auguste Marmier, né à Sévaz le 5 mai 1841 et mort le 1er juin 1894 à Estavayer-le-Lac, est un avocat et une personnalité politique suisse, membre du parti radical.

## Biographie
Après avoir suivi ses études au collège Saint-Michel et à l'université de Fribourg, il obtient son brevet en 1873. Sur le plan politique, il est élu de 1881 à 1884 au Grand Conseil fribourgeois ainsi qu'au Conseil national (du 05.12.1881 au 30.11.1884). 
Franc-maçon, il est membre de la loge La Régénérée de Fribourg, appartenant à la Grande Loge suisse Alpina.